# TV Poços
TV Poços é uma emissora de televisão brasileira sediada em Poços de Caldas, cidade do estado de Minas Gerais. Opera no canal 22 analógico e no 21 UHF digital e é afiliada à TV Cultura.

## Histórico
A primeira imagem foi exibida em 21 de julho de 1990. Desde então o que se vê na tela é uma história de crescimento, amadurecimento e muito para contar.
Nestes 25 anos, informação, utilidade pública, música, entretenimento e esporte, são levados até ao telespectador, diariamente através da diversidade dos programas exibidos pela emissora.
O Telefatos, primeiro programa da TV Poços está presente nos momentos mais marcantes da cidade, com reportagens ao vivo e coberturas completas como as realizadas durante as eleições municipais e o carnaval. Exibidas pelo telejornal, as séries: Patrimônio, Personagens da Nossa História e Profissões totalizam mais de 150 matérias especiais.
O Câmera Verdade, leva diariamente todas as informações policiais ao telespectador, com dinamismo e seriedade, além de prestar serviços à comunidade, através de reportagens e anúncios de utilidade pública.
Os programas de esportes, como Tempo de Esporte e Bate Bola valorizam o trabalho dos atletas que representam a cidade. Destaque também para o Campeonato Mineiro e e Campeonato Amador transmitido ao vivo pelo 12° ano consecutivo.
Através do programa TV Mix, a TV Poços conquista com humor, um público cada vez mais diversificado. O Noite.Com mostra com muita irreverência festas, viagens e todos os grandes eventos de Poços e região.
O Especial Turismo que é uma série de programas produzidos especialmente para a TV. Projeto iniciado em 2006, contendo comentários e entrevistas em estilo jornalístico que tem por objetivo oferecer ao público telespectador a oportunidade descobrir novos lugares, despertar o interesse de conhecê-los, ter opções de destinos e viagens, mostrar as mais diversas culturas, e já viajou por todo o Brasil e pelo Mundo mostrando dicas de Turismo, hospedagens, gastronomia, etc.
Difícil enumerar cada programa, cada profissional e cada telespectador, que faz parte desta história, mas - de alguma maneira - todos cooperam para que a TV Poços cresça cada vez mais.
A TV Poços é uma emissora Geradora de TV, a primeira emissora de Poços de Caldas e que transmite seu sinal para Poços de Caldas e outras mais 29 cidades no Sul de Minas e Circuito das Águas, retransmite também parte da programação da Rede Minas de Belo Horizonte e TV Cultura de São Paulo.
Também é uma emissora pioneira na transmissão da sua programação, com qualidade de Imagem e Áudio digitais para Todo o Mundo via internet e assistida em 119 países.
Suas instalações foram cuidadosamente planejadas com lay-out projetado para um melhor funcionamento e objetividade de todos os serviços.
Atualmente a TV Poços é uma das emissoras pioneiras no interior a trabalhar com captação e edição em sistema digital e Desde o dia 7 de maio de 2014, a TV Poços, opera sua transmissão em canal digital. 
No começo de 2015 começou também operar e transmitir de forma contínua seu sinal em 'Digital HDTV (Higth Definition – Alta Definição).
Mas no cronograma da história tecnológica, a TV Poços foi a Também a Primeira Emissora na região entre as TV’s Educativas a transmitir seu sinal em sistema Digital e HDTV.
A primeira transmissão em HD na TV POÇOS ocorreu no dia 29 de outubro de 2014 quando foi exibido o programa Especial Turismo gravado no Museu TAM em São Carlos, interior de São Paulo, onde a equipe do programa esteve em companhia do Fundador da TAM e Presidente da Empresa o Comandante João Francisco Amaro (irmão do Comandante Rolin).
Com uma estrutura eficiente e equipamentos modernos, a TV POÇOS mantém um excelente controle de qualidade no que se refere ao Conteúdo de Programação assim como na qualidade do Sinal de áudio e vídeo que chega aos lares dos seus milhares de telespectadores.
Em 20 de fevereiro de 2021, a emissora deixou de transmitir a Rede Minas após 4 anos de afiliação, e passou a retransmitir a TV Cultura.

## Programas[2]
- Bom Dia Poços
- Brasil Rural
- Clipe TV
- Conecta Unifae
- Cozinha Criativa
- Direitos e Deveres
- Eletrizzante
- Especial Turismo
- Gospel Life
- Guia de Negócios
- Jornal 360
- Memória Viva
- Motor & Cia
- Mundo Afora
- Noite.Com
- Poços Agora
- Programa Onda Cultural
- Programa Transformando Vidas
- Telefatos
- TV Mix
- Um Sonho Brasileiro
- Via Estúdio
- Viola Caipira

## Retransmissoras
- Bandeira do Sul - 22 UHF analógico
- Botelhos - 22 / 48 UHF analógico
- Cabo Verde - 26 UHF analógico
- Caldas - 44 UHF analógico
- Cambuquira - 3 VHF analógico
- Campestre - 16 UHF analógico
- Conceição da Barra de Minas - 9 VHF analógico
- Conceição do Rio Verde - 20 UHF analógico
- Divisa Nova - 27 UHF analógico
- Jesuânia - 4 VHF analógico
- Lambari - 12 VHF analógico
- Serrania - 27 UHF analógico